# Échion (Thèbes)
Pour les articles homonymes, voir Échion.
Dans la mythologie grecque, Échion (en grec ancien Ἐχίων / Ekhíôn, « fils de vipère », de ἔχις / ekhis, « vipère ») est l’un des cinq Spartes (hommes semés) qui ont aidé Cadmos à fonder Cadmée, la future Thèbes,,.
Il se distinguait des autres Spartes par sa grande valeur selon Pausanias. Chez Ovide, Échion est celui qui interrompt le combat des Spartes sur le conseil d'Athéna ; il fait aussi construire un temple dédié à la mère des dieux au fond d'une forêt. Il épouse Agavé,, (l’une des filles de Cadmos et d’Harmonie), qui lui donne un fils, Penthée,.
Parthénios de Nicée lui prête aussi une fille, Épyra.